# 新田かえで
新田 かえで（にった かえで、1975年10月26日 - ）は、日本のお笑い芸人。
神奈川県出身。浅井企画所属。

## 来歴・人物
最終学歴はフェリス女学院大学。
英語の教員免許（中学・高校）を持っている。
2007年4月にワタナベコメディスクールに6期生として入学、卒業後2008年から本格的な活動を開始。2010年から浅井企画に所属。
特技は「鎖骨マジック」。

## 芸風
教育番組のお姉さんに扮した「かえでお姉さん」というキャラクターがあり、ブラックな台詞、現実的な台詞などを織り交ぜたネタを展開。このキャラクターでの主な台詞に「2×2（ににん）が4、死人が出た」「4×4（しし）16、死後硬直」（締めの台詞でもある）などがある。
この他、「かえでの勝手にエンターテインメント」と称したネタで、動物の物真似やパロディの昔話などを披露するものがある。その後、妖精のキャラクターに扮したネタ、周りの人々の仕種からネタを拾っての「人間ものまね」も演じている。

## 出演

### テレビ
- エンタの天使（日本テレビ） - 第7回（2008年11月5日）、キャッチコピーは「POPな毒舌お姉さん」
- テレ遊びパフォー!（NHK総合）
- 神々の勲章（フジテレビ）- 2011年11月18日
- OLIVER'S WORLD（あっ!とおどろく放送局）
- 女芸人祭り2009 （あっ!とおどろく放送局、2009年9月29日）
- ぶちぬき女芸人 （あっ!とおどろく放送局、2010年1月4日-7月26日）
- ゆく年くる年「OLIVER’S WORLD」2010年～2011年 （あっ!とおどろく放送局、2010年12月31日）

### ライブ
- TEPPEN
- スピン
- P級サマンサ
- 新薬芸品バイパス
- 芸人☆ウォーズ （Studio twl）
- 爆笑あまにゃま寄席
他